# La Vall d'Uixó
La Vall d'Uixó, en valencien et officiellement (Vall de Uxó en castillan), est une commune d'Espagne de la province de Castellón dans la Communauté valencienne. Elle est située dans la comarque de Plana Baixa et dans la zone à prédominance linguistique valencienne. Avec plus de 32 000 habitants, c'est la quatrième commune de la province par la population après Castellón de la Plana, Vila-real et Borriana.

## Géographie

Localisation de La Vall d'Uixó
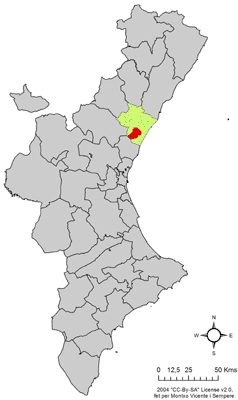
dans la Communauté valencienne.
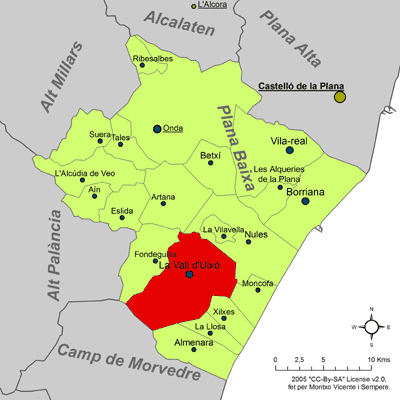
dans la comarque de Plana Baixa.

La Vall d'Uixó est située dans la vallée du Belcaire, à environ 8 km de la Costa del Azahar. D'une altitude moyenne de 118 m au centre urbain, elle est entourée par les derniers contreforts de la Serra d´Espadá, qui s'élèvent jusqu'à 648 m au Penyalba. Elle jouit des conditions climatiques typiques de la côte méditerranéenne, avec des hivers doux et des étés chauds. Sa température maximale avoisine les 40 °C, et la minimale se situe aux alentours de 3 °C. La pluviométrie est limitée (509,51 mm), mais c'est une ville nettement esetio.
La commune se trouve à 25 km de la capitale provinciale Castellón de la Plana, et à 46 km de la capitale régionale, Valence. L'accès n'est possible que par route (CV-10). Son territoire est limitrophe des communes de Almenara, Artana, Alfondeguilla, La Llosa, Moncófar, Nules, Chilches et de Sagonte dans la province de Valence.
La population est très majoritairement de langue valencienne, qui est un dialecte du catalan.

## Histoire

### De la préhistoire à la Reconquête
La Vall d'Uixó présente des traces d'occupation humaine depuis le Paléolithique supérieur, notamment aux alentours de la "Font de Sant Josep" ("Source de Sant Josep"), proche de la rivière souterraine de San José. Sur le "Cerro de San José", à côté du Centre d'Informations Touristiques, ont été découverts les restes d'une population ibérique : le peuplement initial aurait donc été remarquablement étendu.
À l'époque romaine, cette population évolua vers le colonat agraire, sur le modèle classique de l'économie des villas dont il reste des traces présentant d'ailleurs de notables productions artistiques. L'actuelle Vall d'Uixó faisait alors partie du territoire de la cité romaine de Sagonte. La crise du IIIe siècle causa un abandon des installations romaines, et un resserrement du peuplement sur le site originel de Sant Josep. De la période préarabe, le périmètre de la commune actuelle recèle également les vestiges d'une nécropole wisigothique des VIe et VIIe siècles.
Sous la domination musulmane, différentes tribus provenant d'Afrique du Nord s'établirent dans la vallée, notamment des Berbères zénètes. Une multitude de vestiges d'époque islamique montrent un regroupement de la population de la vallée en petits établissements autonomes sur la rive gauche du Belcaire.

### Du Moyen Âge à l'époque moderne
Le roi Jacques Ier d'Aragon conquit la vallée en 1238 et l'intégra au royaume de Valence. Afin de calmer la rébellion des musulmans, il leur concéda une charte imposant le respect de la religion et des us et coutumes islamiques, et autorisant les habitants à se grouper en municipe. Au Bas Moyen Âge, La Vall d'Uixó fit d'abord partie du domaine royal, puis fut concédée par le roi Alphonse le Magnanime à son frère Enrique de Trastámara en 1436. Le village devint alors une seigneurie, statut juridico-social qu'il conserva durant toute l'époque moderne, échouant finalement aux mains des ducs de Segorbe. En 1609, on en expulsa les Morisques. Ces habitants furent remplacés par d'autres d'origine chrétienne, principalement originaires des villages castellonais du Maestrazgo : ils constituent le noyau d'origine de la population actuelle, et apportèrent à La Vall d'Uixó l'artisanat de l'espadrille, qui allait y rencontrer un grand succès.
En 1613 fut octroyée la charte définitive de la population de la seigneurie, qui élut la même année ses juges et son conseil municipal ; mais la "Casa del Consell" ("Maison du Conseil"), sur la place de "les Forques" (actuelle Plaza de los Chorros), ne fut pas construite avant 1654. Durant la guerre de Succession d'Espagne, La Vall d'Uixó demeura fidèle à Philippe V, ce qui lui valut divers privilèges. Durant les guerres carlistes, elle fut en revanche le théâtre de violents affrontements. C'est à la fin du XVIIIe siècle seulement que la population de La Vall d'Uixó, groupée depuis le XVIIe siècle en deux villages, le Dalt ("D'en-haut") et le Baix ("D'en-bas"), connut sa première grande expansion, passant de 3 000 habitants environ en 1779 à près du double en 1800 ; de cette époque datent les deux églises paroissiales monumentales. Lors de l'abolition des seigneuries juridictionnelles durant le Triennat libéral (1821-1823), le Dalt et le Baix acquirent le statut de paroisses indépendantes ; mais la croissance des deux bourgs conduisit à leur fusion en 1860, et à l'obtention en 1913 du titre de cité.

### LeXXesiècle
Au début du XXe siècle, La Vall d'Uixó est ainsi une des plus grandes communes de la province. Elle est éclairée à l'électricité, et compte une auberge, trois théâtres, huit casinos et de nombreux commerces.
En 1931, lors des élections municipales, La Vall d'Uixó vote massivement en faveur de la République : le premier scrutin ayant été annulé, le deuxième, le 5 juin, donne 14 sièges sur 17 aux républicains-socialistes. Commence alors une période de violents conflits politiques, religieux et sociaux, tant dans l'agriculture que dans l'industrie de l'espadrille. Lors des élections de 1936, auquel participe le Parti communiste présent à La Vall d'Uixó depuis 1933, la commune donne ses voix au Front populaire au second tour. Lors du déclenchement de la guerre civile, La Vall d'Uixó reste fidèle au pouvoir légal, mais est contrainte de suspendre les grands projets d'expansion et d'urbanisation lancés depuis 1931. Comme dans toute l'Espagne révolutionnaire, la commune organise ses institutions, arrête les notables suspects (on dénombrera 24 exécutions sommaires entre septembre 1936 et mars 1937, dont l'évêque de Segorbe Miguel Serra Sucarrats, exécuté à La Vall d'Uixó par des miliciens socialistes), exproprie les sympathisants de droite, crée des bataillons de volontaires, socialise le commerce et l'industrie au profit de coopératives, émet sa propre monnaie. Le Parti communiste et la CNT-FAI apparaissent dans les institutions municipales, les églises et la députation provinciale sont incendiées. À la fin de 1937, La Vall d'Uixó voit arriver les premiers réfugiés de zones de combat, et connaît ses premiers bombardements. Au printemps 1938, l'approche du front impose l'édification de fortifications et de tranchées sommaires ; le 22 juin, la ville, située sur la ligne de défense républicaine XYZ, est évacuée et le restera pendant deux mois, jusqu'à ce que l'offensive républicaine sur l'Ebre dégage la région. Ainsi s'expliquent les nombreuses destructions dont elle eut à souffrir, bien qu'elle n'ait pas été prise par les armées franquistes avant la capitulation générale des Républicains le 28 mars 1939.
À la fin de la guerre, la ville obtint le statut de "pueblo adoptado" afin de permettre une reconstruction rapide et d'éviter l'émigration grâce à l'investissement de l'État. De 1939 à 1941, au moins 24 opposants de gauche de la commune sont fusillés, auxquels s'ajoute un nombre équivalent de détenus politiques ; ce chiffre reste faible en comparaison des villages environnants. Dans les années 40 et 50, La Vall d'Uixó grandit rapidement du fait d'une forte immigration économique en provenance de toute l'Espagne, en relation avec le développement de l'industrie de la chaussure.

## Politique et administration

### Liste des maires

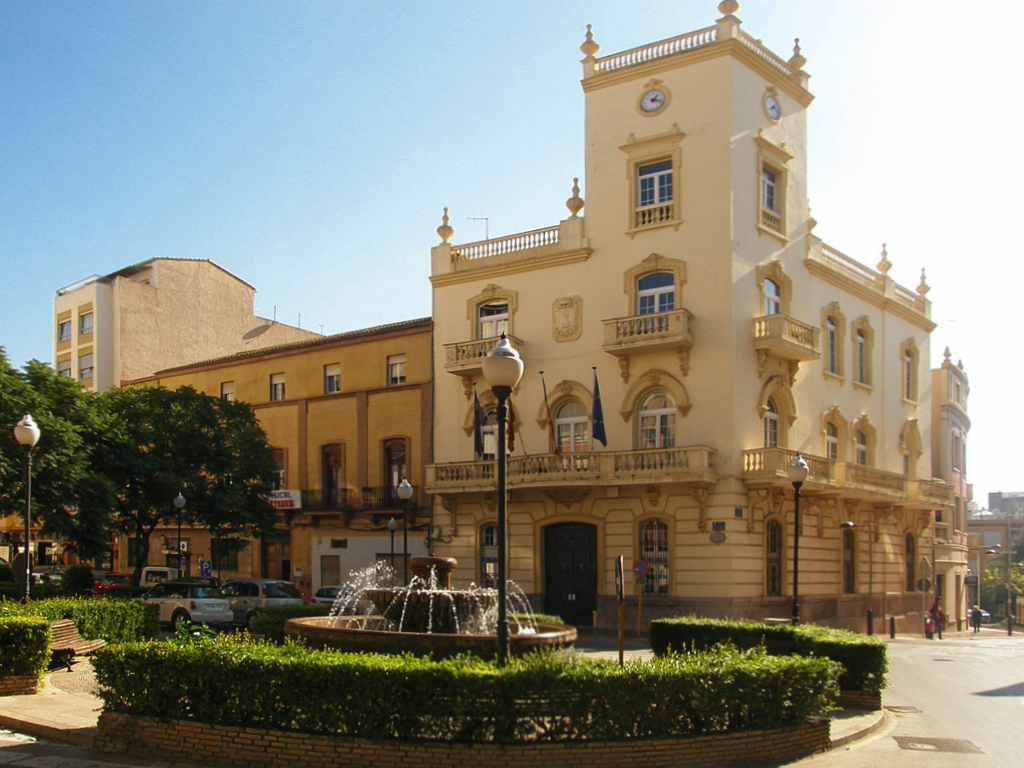
La mairie de La Vall d'Uixó

| Période | Période | Identité                                         | Étiquette | Qualité |
| ------- | ------- | ------------------------------------------------ | --------- | ------- |
| 1979    | 1983    | Pedro Navarro Lereu - Vicente Zaragoza Michavila | PCE       |         |
| 1983    | 1987    | Vicente Zaragoza Michavila                       | PCE       |         |
| 1987    | 1991    | Vicente Zaragoza Michavila                       | PCE       |         |
| 1991    | 1995    | Ernesto Fenollosa Ten                            | PSPV-PSOE |         |
| 1995    | 1999    | Vicent Aparici Moya                              | PP        |         |
| 1999    | 2003    | Vicent Aparici Moya                              | PP        |         |
| 2003    | 2007    | Josep Tur Rubio                                  | PSPV      |         |
| 2007    | 2011    | Isabel Bonig Trigueros                           | PP        |         |
| 2011    | 2015    | Óscar Clavell López                              | PP        |         |
| 2015    | 2019    | Tania Baños Martos                               | PSPV      |         |

### Jumelages
La Vall d'Uixó est jumelée avec :
- Valence (France) depuis le 9 septembre 1990.

## Population et société

### Démographie
| 1779         | 1800         | 1857  | 1887  | 1900  | 1910  | 1920  | 1930  | 1940  |
| ------------ | ------------ | ----- | ----- | ----- | ----- | ----- | ----- | ----- |
| 3 000 (est.) | 6 000 (est.) | 7 229 | 8 506 | 8 643 | 8 856 | 8 807 | 9 216 | 9 630 |

| 1950   | 1960   | 1970   | 1981   | 1991   | 1996   | 2002   | 2007   | - |
| ------ | ------ | ------ | ------ | ------ | ------ | ------ | ------ | - |
| 11 712 | 18 596 | 24 105 | 26 145 | 27 387 | 28 283 | 29 871 | 31 978 | - |

### Manifestations culturelles et festivités
Les fêtes patronales ont lieu en avril et octobre. Les premières, dédiées à Saint Vincent Ferrier, donnent lieu à la célèbre "Foire agricole, mécanique et commerciale" qui attire des visiteurs de toute la province. Les secondes sont dédiées à la Sainte-Famille et au Christ-Saint. Toutes deux combinent la tradition taurine du "bous al carrer" avec le sentiment religieux auquel elles doivent leur existence. Entre ces deux dates, on dénombre 22 fêtes de quartier.
On peut également citer les Fallas de San José, au mois de mars ; et la fête des Penyes, fin juillet.

## Économie
L'activité économique et industrielle de la commune a depuis longtemps été centrée sur la production agricole et deux artisanats importants : l'espadrille, apportée au XVIIe siècle par l'immigration en provenance du Maestrazgo, et la poterie.
La production artisanale d'espadrilles acquit progressivement un caractère industriel, mais connut un développement décisif dans la première moitié du XXe siècle avec la création de l'entreprise familiale Segarra , qui devint en 1941 le fournisseur officiel de l'armée espagnole de Franco et entraîna avec elle le développement de la commune. Cette industrialisation dépassa la seule entreprise Segarra, et fut accompagnée de la création d'innombrables fabriques de chaussures, sans pour autant signifier la disparition du caractère agricole de la commune.
Ce manque de diversification industrielle, en dépit de l'apparition de l'industrie du carrelage, a rendu la commune vulnérable à la crise du secteur de la chaussure, qui vit la fermeture de nombreuses entreprises et l'augmentation du chômage.
La production agricole est essentiellement maraîchère.

## Culture locale et patrimoine

### Lieux et monuments
Monuments religieux
- Église Notre-Dame de Lourdes.

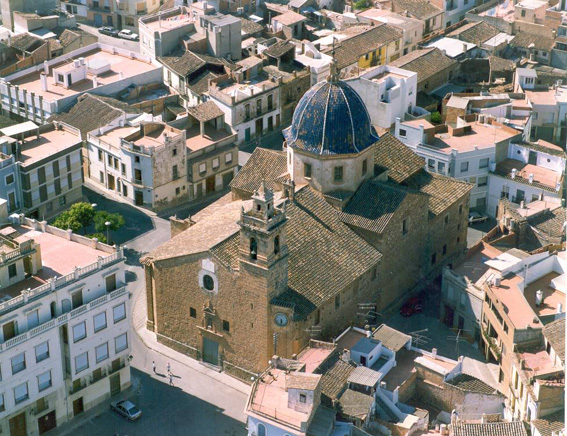
L'Église du Saint-Ange, à La Vall d'Uixó

- Église du Saint-Ange (plaza del Angel).

- Église Notre-Dame de l'Assomption. Façade baroque de type retable. Terminée de construire à la fin du XVIIe siècle. La Chapelle du Sanctuaire présente des azulejos d'époque.
- Chapelle Saint Vincent Ferrier (XVIIe siècle), place San Vicente. Probablement construite à l'emplacement d'une ancienne mosquée.
- Chapelle de la Sainte Famille (XVIIIe siècle), dans le quartier San José.
- Chapelle Saint Antoine (fin du XVIIe siècle), dans le quartier Saint Antoine. Il reçoit chaque année un pèlerinage, le jour de la fête du saint.
- Chapelle du Saint-Christ du calvaire (XVIIIe siècle), dans le quartier Carbonaire. La façade présente des azulejos d'Alcora d'époque.
- Chapelle de Notre-Dame du Rosaire, dans le quartier du Roser, au centre historique. Restauré récemment, c'est l'un des plus anciens ermitages de la ville.

Monuments civils
- Tour de Benizahat: dans la rue Notre-Dame de l'Assomption. Construite au XIIe siècle par les Musulmans.
- Nécropole wisigothique, dans le quartier de La Unión. Dégagée récemment. On y trouve un ensemble de huit fosses contenant les corps de 66 individus des VIe et VIIe siècles.
- Cité ibérique de la Punta de Orley, dans le quartier de La Punta. Vestiges de d'une cité dont la dénomination antique n'a pas pu être identifiée. Partiellement dégagée. Vestiges de deux grands édifices publics de pierre taillée, et de quatre rangées de murailles de diverses époques.
- Ensemble d'aqueducs de San José et de L’Alcudia, sur la route de San José, à la sortie du centre urbain. Avec la rivière souterraine de San José, ils constituent le site le plus remarquable de la commune. L'aqueduc de San José fut construit à l'époque romaine et utilisé jusqu'au milieu du XXe siècle. Malgré diverses réparations médiévales, ses vestiges sont complets depuis son origine, à la source "Font de Sant Josep", où des constructions modernes le dissimulent partiellement. À son côté se trouve un autre aqueduc d'époque médiévale, avec lequel il forme un ensemble hydrique pourvu de deux moulins contigus.
- Le château d'Uixó, construction arabe datant du Xe siècle.
- L'aqueduc de San José.

### Sites naturels
- Les grottes de San José, la plus longue rivière souterraine d'Europe (2750 mètres), habitées dès le Préhistoire (16 000 av. J.-C.).
- La source de l'Anoueret.

### Gastronomie
Les recettes fondamentales de la cuisine de La Vall d'Uixó sont les mêmes que celle de la cuisine valencienne en général. La paella, par exemple, y est très courante. On peut néanmoins citer quelques plats caractéristiques :
- Coques à la tomate ou aux légumes, avec des "barrets". repas froid typique pour les jours de fêtes.
- "Empedrao". Repas de chasseurs à base de viande de porc, de riz, de haricots pilés, et de gibier, notamment du lièvre, du lapin ou de la perdrix.
- "Manjóvenes". Pâte très légère d'origine musulmane.
- "Panets". Preparés avec des figues et des amandes, pressés dans des moules spécifiques.
- "Arrós al forn" (Riz au four). Plat traditionnel, composé de : côtelettes, butifarras, pois chiches, tomates et riz.

### Personnalités liées à la commune
- José Peirats Valls (1908-1989) : militant et historien anarchiste né à La Vall d'Uixó ;
- José Vicente Arzó (1963-) : cycliste handisport né à La Vall d'Uixó.
- Juan de la Rubia, (1982 -): organiste de la basilique de la Sagrada Familia de Barcelone.

### Sources
- (ca)/(es) Cet article est partiellement ou en totalité issu des articles intitulés en catalan « La Vall d'Uixó » (voir la liste des auteurs) et en espagnol « Vall de Uxó » (voir la liste des auteurs).